# 臺中市沙鹿區竹林國民小學
臺中市沙鹿區竹林國民小學（簡稱竹林國小或稱竹小）是中華民國（台灣）臺中市沙鹿區的市立國民小學。此校成立於1960年，由八七水災華僑捐資與地方各界捐款興建。學校鄰近國道3號沙鹿交流道與中科生活圈，且位居通往台中市主要幹道台灣大道旁，交通十分便利。

## 校史
- 1960年11月，舉行開校典禮，運動大會( 前身 沙鹿國小 _竹林分校 )
- 1984年3月，操場(田徑場)整修完工。
- 1985年9月，幼稚園新設立。
- 1995年9月，資源班成立。
- 2000年5月，北棟新大樓落成。
- 2009年，竹林國小獲得總體績優標竿學校
- 2013年1月，舉行西棟大樓動土儀式。
- 2013年10月5日，因校舍動工，而舉行第一次園遊會。
- 2014年，西棟新大樓落成。
- 2016年，預計東西棟大樓完工。

## 歷任校長
1. 林文雄：1960年－1975年
2. 黃啟瑛：1975年－1988年
3. 陳忠秀：1988年－1995年
4. 黃陸合：1995年－1998年
5. 陳淑美：1998年－2000年
6. 林丙：2000年－2004年
7. 張昆鵬：2004年－2011年
8. 黃麗宭：2011年－2015年
9. 張勇生：2015年－2022年
10. 黃文材：2022年－現任

## 概怳
- 有学生合計1350人，教職員合計107人
- 教室82間
- 全校共計50班

## 學區
沙鹿區
- 竹林里
- 居仁里
- 犁份里
- 鹿寮里（7~30、32~36、39鄰)
- 北勢里24鄰為（沙鹿、竹林）自由學區

## 外部連結
- 竹林國小 （页面存档备份，存于）
- 臺中市教育局全球資訊網 （页面存档备份，存于）
- 校務發展計畫 （页面存档备份，存于）